# كارل هايني
كارل هايني (و. 1819 – 1888 م) هو سياسي، ومحامي، وشخصية أعمال ألماني، ولد في لايبزيغ، توفي عن عمر يناهز 69 عاماً.

## مناصب
تولى منصب عضو مجلس النواب الألماني للإمبراطورية الألمانية
.

## التعليم
تعلم في جامعة لايبتزغ
.